# コミチャン
株式会社コミチャンは、沖縄県那覇市の漫画制作会社。漫画雑誌「コミックチャンプルー」を発行している。
| スタブアイコン | サブスタブ | この項目は、まだ閲覧者の調べものの参照としては役立たない、企業に関連した書きかけの項目です。この項目を加筆・訂正などしてくださる協力者を求めています（PJ:経済）。 |